# Театр Хайфы
Хайфский городской театр (ивр. תיאטרון העירוני חיפה‎) — первый муниципальный театр Израиля, расположенный в городе Хайфа.
Театр Хайфы был создан в 1961 году мэром города Хайфа — Аба Хуши, и его первым директором был Йосеф Мило.
Театр базируется в первом еврейском квартале Хайфы — Адар.